# Aimé Césaire
Aimé Césaire   (Basse-Pointe, 26 de juny de 1913 - Fort-de-France, 17 d'abril de 2008) va ser un poeta i polític de Martinica. Va ser l'ideòleg del concepte de la negritud (négritude en francès) i la seva obra està marcada per la defensa de les seves arrels africanes.

## Biografia
Nascut en una família de sis fills, el seu pare era professor i la seva mare cosidora. El seu avi havia estat el primer professor negre de Martinica i la seva àvia, a diferència de moltes de les dones de la seva generació, sabia llegir i escriure, i va ensenyar-ne als seus néts i molt altres joves. Entre 1919 i 1924 Aimé Césaire anà a l'escola primària de Basse-Pointe en la qual treballava el seu pare, i després aconseguí una beca d'estudis per anar al Liceu Victor Schoelcher a Fort-de-France. El setembre de 1931 es mudà a París com a borsari del govern francès per estudiar en un dels més famosos liceus de París, el Liceu Louis-le-Grand. El primer dia hi coneix el senegalès Léopold Sédar Senghor, qui seria futur president del seu país i amb qui tindrà una amistat que durarà fins a la seva mort.

## El concepte de negritud
En contacte amb els joves africans que es trobaven estudiant a París, Aimé Césaire i el seu amic de la Guaiana Francesa Léon Gontran Damas, que ja havia conegut a Martinica, van descobrint una part de la seva identitat fins llavors oculta o suprimida, el component africà, víctimes de l'alienació cultural característiques de les societats colonials de Martinica i Guaiana francesa. El setembre de 1934, Césaire funda, amb altres estudiants de les Antilles, de Guaiana i africans (entre els quals hi havia Léon Gontran Damas, el guadalupenc Guy Tirolien, i els senegalesos Léopold Sédar Senghor i Birago Diop), el periòdic L'étudiant noir (L'estudiant negre). A les pàgines d'aquesta revista apareixerà per la primera vegada el terme "Negritud".
Aquest concepte, ideat per Aimé Césaire com a reacció a l'opressió cultural del sistema colonial francès, té com a objectiu, d'una banda rebutjar el projecte francès d'assimilació cultural i de l'altra fomentar la cultura africana, desprestigiada pel racisme sorgit de la ideologia colonialista.
Edificat contra la ideologia colonial francesa de l'època, el projecte de la Negritud és més cultural que polític. Es tracta, més enllà d'una visió partidista i racial del món, d'un humanisme actiu i concret, destinat a tots els oprimits del planeta. En efecte, Césaire declararà: "Sóc de la raça dels qui són oprimits".
Després de superar el 1935 les proves d'accés a l'Escola Normal Superior, Césaire passa l'estiu a Dalmàcia, a casa del seu amic Petar Guberina on començà a escriure el Cahier d'un retour au pays natal (Quadern d'un retorn al país natal), que acabarà el 1938. El 1936 llegí la traducció de la Història de la civilització africana de Frobenius. Enllesteix els seus estudis en l'Escola Normal Superior el 1938 amb un treball sobre El tema del Sud en la literatura negre-americana dels Estats Units. Després de casar-se el 1937 amb una estudiant martiniquesa, Suzanne Roussi, Aimé Césaire, catedràtic de lletres, torna a Martinica el 1939, per a exercir-hi, igual que el seu pare, el professorat en el Liceu Schoelcher.

## Evolució durant la Segona Guerra Mundial
La situació en Martinica a la fi dels anys 1930 era la d'una zona encaminada cap a la total alienació cultural, puix que l'elit local preferia sempre qualsevol referència provinent de la metròpoli colonial, França. En temes literaris, les escasses obres martiniqueses de l'època solen ser tenyides d'un exotisme benpensant, i adopten la mirada exterior que es pot trobar en els llibres francesos que parlen de Martinica. Aquest duduïsme, que utilitzen autors com Mayotte Capécia ha estat el principal motiu pel qual han augmentat els tòpics als quals es veu sotmesa la població de Martinica.
Com a reacció a aquesta situació, el matrimoni Césaire, amb el suport d'altres intel·lectuals martiniquesos com René Ménil i Aristide Maugée, funda el 1941 la Revue Tropiques. Durant la Segona Guerra Mundial, els Estats Units blocaren Martinica, a causa de la desconfiança que senten davant els representants del règim col·laboracionista de Vichy), el que fa que les condicions de vida en l'illa es deteriorin. El règim instaurat per l'almirall Georges Robert, enviat especial del Govern de Vichy és racista i repressor. Als pobles, els representants elegits negres o mulats són destituïts i substituïts per representants de l'aristocràcia criolla, els békés. En aquest context, la censura apunta de manera directa contra la revista Tropiques, que tan sols anirà apareixent, amb dificultats, fins al 1943.
El conflicte mundial també marca el pas per Martinica del poeta surrealista André Breton (que contra les seves experiències en un breu opuscle, Martinica, encantadora de serps). Breton descobreix la poesia de Césaire pel Quadern d'un retorn al país natal i es troba amb ell el 1941. El 1943 escriu el pròleg de l'edició bilingüe del Quadern..., que es publica en el número 35 de la revista Fontaine que dirigeix Max-Pol Fouchet i el 1944 el del compendi Les armes miraculoses, que marca l'adhesió de Césaire al surrealisme. Anomenat "el negre fonamental", influirà en autors com Frantz Fanon, Edouard Glissant (alumnes de Césaire en el liceu Schoelcher), el guadalupeny Daniel Maximin i molts altres. El seu pensament i la seva poesia també van marcar els intel·lectuals africans i afroamericans en la seva lluita contra el colonialisme i la desculturació.

## Carrera política després de la Segona Guerra Mundial
El 1945, Aimé Césaire s'afilia al Partit Comunista Francès, i al capdavant d'aquest partit fou elegit batlle de Fort-de-France. També es presenta i surt elegit diputat a l'Assemblea Nacional per Martinica, butaca que conservarà sense interrupció fins a 1993. Encara que durant molt de temps es va declarar independentista les seves aspiracions una vegada fou elegit es tornaren més modestes, tenint en compte la situació econòmica i social de Martinica, molt deteriorada després d'anys de bloqueig i després de la caiguda de la indústria sucrera, i va tractar d'aconseguir l'estatut de departament per a Martinica, cosa que s'esdevingué el 1946.
Aquesta era una reivindicació que datava de la fi del segle xix i que s'havia consolidat el 1935, en el tricentenari de la unió de Martinica a França que va dur a terme Pierre Belain d'Esnambuc. La postura de Césaire no va ser ben entesa entre els molts moviments d'esquerra martiniquesos, que s'eren més favorables a la independència, i anava contra corrent dels moviments d'alliberament d'Indoxina, Índia o el Magreb. La mesura tenia com a objectiu, segons Césaire, de lluitar contra la preponderància béké en la política martiniquesa, contra el clientelisme, la corrupció i el conservadorisme estructural que anaven aparellats. Segons Césaire va ser per a aconseguir un assaniment, una modernització, i per a permetre el desenvolupament econòmic i social de Martinica que va adoptar aquesta decisió. El 1947 Césaire crea al costat d'Alioune Diop la revista Présence africaine.
El 1948 apareix l'Anthologie de la nouvelle poésie nègre et malgache, amb pròleg de Jean-Paul Sartre que consagra el moviment de la negritud. Oposat a les valoracions que el PCF va fer de la revolució d'Hongria, Aimé Cesaire abandona el PCF el 1956, per a fundar el 1957 el Partit Comunista Martiniquès i el 1958 el Partit Progressista Martiniquès (PPM), des del qual reivindicarà l'autonomia jurídica de Martinica. Es va alinear amb els "no inscrits" de l'Assemblea Nacional entre 1958 i 1978, i en el grup socialista de 1978 a 1993. Césaire seguirà sent alcalde de Fort-de-France fins al 2001, també fou president del Consell Regional de Martinica. El desenvolupament de la capital de Martinica a partir de la Segona Guerra Mundial es va caracteritzar per un èxode rural de masses, provocat pel declivi de la indústria sucrera i l'explosió demogràfica provocada per la milloració de les condicions sanitàries de la població. La política social portada a terme va afavorir la creació d'una base electoral estable per al PPM. La política cultural d'Aimé Césaire és simbolitzada per la creació del Servei Municipal d'Acció Cultural (SERMAC), gràcies d'obradors d'art popular (ball, artesania, música) i el prestigiós festival de Fort-de-France.
Aimé Césaire es va retirar de la vida política (especialment del càrrec de batlle de Fort-de-France, deixant el lloc en mans de Serge Letchimy). Resta un personatge imprescindible per a entendre la història de Martinica. Després de la mort del seu company i amic Senghor, va romandre com un dels últims fundadors del pensament de la negritud.

## Obres (en francès)
- Œuvres complètes (tres volumens), Fort-de-France, 1976.

Poesia
- Cahier d'un retour au pays natal, París, 1939 (Quadern d'un retorn al país natal, traducció d'Anna Montero, València: Edicions del Buc, 2017)
- Les Armes miraculeuses 1946
- Soleil cou coupé 1947
- Corps perdu (gravats de Picasso), París, 1950
- Ferrements, París, 1960
- Cadastre, París, 1961
- Moi, laminaire, París, 1982
- La Poésie, París, 1994

Teatre
- Et les chiens se taisaient, París, 1958
- La Tragédie du roi Christophe, París, 1963
- Une saison au Congo, París, 1966
- Une tempête, d'après 'La Tempête de William Shakespeare: adaptation pour un théâtre nègre), París, 1969

Assaigs
- Esclavage et colonisation, París, 1948.
- Discours sur le colonialisme, París, 1955.
- Discours sur la négritude, 1950

Història
- Toussaint Louverture, La révolution Française et le problème colonial, París, 1962

## Filmografia
- 1976: Martinique, Aimé Césaire, un homme une terre (52mn – documental de Sarah Maldoror escrit per Michel Leiris), CRS, “Les amphis de la cinquième”
- 1986: Miami, Martinique, Aimé Césaire, le masque des mots (52mn – documental de Sarah Maldoror)
- 1994: Aimé Césaire, une voix pour l'histoire (quatre parts), d'Euzhan Palcy